# Diferencias neurobiológicas entre hombres y mujeres
La neurobiología de las diferencias entre hombres y mujeres estudia las características del cerebro que distinguen el cerebro masculino del femenino. 
Una metasíntesis de 2021 de la literatura existente sobre el tema encontró que machos y hembras humanos tenían una diferencia del 1 % en la estructura o lateralidad del cerebro, encontrando únicamente diferencias de género en el volumen total del cerebro, aproximadamente un 11 % mayor en varones. Esta diferencia de volumen implica que los varones tienen mayor proporción de materia blanca/gris y más conectividad intrahemisférica versus interhemisférica. La conclusión del estudio fue que las diferencias respecto al cerebro entre hombres y mujeres son nimias y más bien específicas de cada persona, y mostró que el cerebro humano no es «sexualmente dimórfico». Por otra parte, otra metasíntesis del mismo año contradijo estos hallazgos, encontrando que las diferencias morfológicas entre sexos eran cuantificables y no podían achacarse solamente a las diferencias de tamaño y peso. Un metanálisis de 2022 analizó ambos estudios previamente descritos, corroborando que «el cerebro humano muestra diferencias sexuales altamente reproducibles en la anatomía regional más allá de las diferencias sexuales en tamaño cerebral» y que estas diferencias eran de un «tamaño de efecto de pequeño a moderado».
Un estudio del 2006 y un metaanálisis del 2014 presentan cierta evidencia de investigaciones sobre morfología y función cerebral donde se señala que no siempre se puede suponer que los cerebros masculino y femenino sean idénticos desde una perspectiva estructural o funcional, y que algunas estructuras cerebrales presentan dimorfismo sexual.
A pesar de estas diferencias anatómicas, existe solapamiento entre las capacidades y la conducta de ambos sexos, por lo que no hay consenso sobre el alcance de estas diferencias en el ser humano.

## Diferencias anatómicas
Los encéfalos femeninos y masculinos difieren en varios aspectos. El más aparente es el volumen: por término medio es entre un 8% y un 13% mayor en varones. El volumen no sirve como un índice de mayor o menor capacidad global, ni entre los individuos de una especie, ni sirve como comparación entre especies distintas. 

### Lateralidad
Un metaanálisis encontró dimorfismos sexuales, tanto en volumen como en densidad de la sustancia gris, en algunas áreas cerebrales. Los cerebros masculinos suelen tener más desarrollado el hemisferio izquierdo, y los femeninos el hemisferio derecho. Al mismo tiempo, los cerebros masculinos tienden a tener más acusadas las diferencias entre los dos hemisferios. La mayor proporción de hombres zurdos en comparación con las mujeres podría deberse a esta causa, sin embargo, no está probado que esta sea la causa determinante. Si se comparan estudios que utilizan diferentes técnicas, las diferencias entre la lateralización cerebral de uno y otro sexo pierden el relieve.

### La amígdala

La amígdala (rojo) en un cerebro humano

Hay diferencias de comportamiento entre hombres y mujeres que parecen sugerir una diferencia en lo que respecta al tamaño o la función de la amígdala. Una revisión de estudios del volumen de la amígdala concluyó que existe una diferencia en tamaño bruto, siendo los varones los que la tienen un 10% mayor, aunque este resultado puede ser equívoco, porque los cerebros masculinos son un 10% mayor que el de las mujeres. Tras normalizar en función del tamaño del cerebro, no se observó una diferencia significativa del tamaño de la amígdala según el sexo.
En lo que respecta a la activación de la amígdala, no hay diferencia entre cerebro masculino y femenino. Las variaciones en los test de comportamiento pueden deberse a posibles disparidades anatómicas y fisiológicas de la amígdala en los dos sexos, y no a la activación.
Se aprecia que la expresión y comprensión de las emociones, así como el comportamiento emocional, varían del hombre a la mujer, pero estas diferencias no han llegado a correlacionarse con ninguna discrepancia en cuanto a la estructura o el tamaño del cerebro. Una revisión de 2012 concluyó que hombres y mujeres tienen distintas maneras de procesar las emociones. Los varones tienden a reaccionar con más vehemencia ante estímulos que representan una amenaza, y reaccionan con más agresión física, pero no se pudo concluir que la amígdala participara directamente en ello.

### El hipocampo
La atrofia del hipocampo se asocia con una variedad de trastornos psiquiátricos que son más prevalentes entre las mujeres. Además, las diferencias entre hombres y mujeres en cuanto a habilidades de memoria sugieren que podría haber una diferencia en el volumen del hipocampo (HCV, por las siglas en inglés). Se llevó a cabo un metaanálisis de las diferencias de volumen, del cual se desprende que este es mayor en los hombres, sin normalizar en función del tamaño total del cerebro. Ahora bien, tras hacer ajustes teniendo en cuenta diferencias individuales y el volumen cerebral total, no se observó esa diferencia según el sexo, en contra de las expectativas.

### La materia gris
Las áreas específicas en las que se detectaron diferencias incluyen, entre otras, la amígdala bilateral, el hipocampo y los giros parahipocampales anteriores, donde los hombres tienen mayor volumen de materia gris. Las mujeres, en cambio, tienen un volumen superior de materia gris en el polo frontal derecho, el giro frontal inferior y medio, el giro cingulado anterior y el córtex occipital lateral, entre otros. En lo que respecta a la densidad, también hay diferencias entre los sexos. Ellos tienden a tener más densas la amígdala izquierda, el hipocampo y algunas áreas del lóbulo VI derecho del cerebelo, entre otras, mientras que ellas suelen mostrar mayor densidad en el polo frontal izquierdo. El significado de estas diferencias estriba, por una parte, en la lateralización (los hombres tienen más volumen en el hemisferio izquierdo y las mujeres más en el hemisferio derecho), y por otra en los posibles usos de estos hallazgos a la hora de explorar diferencias en los trastornos neurológicos y psiquiátricos.[cita requerida]

### Estudios transexuales de anatomía cerebral
Los primeros estudios post mortem sobre diferenciación neurológica transexual se centraban en dos regiones del cerebro, el hipotálamo y la amígdala. Utilizando imágenes de resonancia magnética, se observó que algunas mujeres trans tenían un putamen femenino típico, más grandes que el de los hombres cis. También se ha señalado que en algunas mujeres trans la parte central del núcleo del lecho de la estría terminalis, y el núcleo intersticial del hipotálamo anterior número 3, ofrecen un aspecto típicamente femenino, en vista del número de neuronas que se encuentran en cada una de estas áreas.

### Redes cerebrales
Tanto los hombres como las mujeres poseen redes de memoria funcional compuestas por los giros frontales medios, el giro cingulado izquierdo, el precuneus derecho, los lóbulos parietales izquierdos, inferior y superior, el claustrum derecho y el giro temporal medio izquierdo. Si bien se usan las mismas redes cerebrales para la memoria funcional, determinadas regiones son específicas de uno u otro sexo. Las diferencias se pusieron de manifiesto en otras redes, pues las mujeres también suelen tener mayor actividad en las regiones prefrontal y límbica, como el cingulado anterior, la amígdala bilateral y el hipocampo derecho, mientras que los hombres tienen una red distribuida extendida por el cerebelo, algunas porciones del lóbulo parietal superior, la ínsula izquierda y el tálamo bilateral.
Un estudio de 2017 desde la perspectiva de redes cerebrales de gran tamaño planteaba la hipótesis de que el hecho de que las mujeres sean más susceptibles de padecer enfermedades relacionadas con el estrés, como el TEPT y los trastornos depresivos importantes, en las que la red de prominencia, según la teoría, es excesivamente activa e interfiere con la red de control ejecutivo, puede deberse, en parte -- además de a la exposición social a factores estresantes y a las estrategias a las que pueden recurrir las mujeres para hacer frente a su situación-- a unas diferencias cerebrales subyacentes, dependientes del sexo.

## Diferencias neuroquímicas

### Hormonas
Las hormonas gonadales, también llamadas hormonas sexuales, incluyen a los andrógenos (como la testosterona) y los estrógenos (como el estradiol), los cuales son hormonas esteroides sintetizadas fundamentalmente en los testículos y los ovarios, respectivamente. La producción de hormonas sexuales está regulada por dos hormonas gonadotrópicas: la hormona luteinizante (HL) y la hormona folículo estimulante (FSH, por sus siglas en inglés), cuya liberación de la glándula pituitaria anterior obedece a la estimulación por parte de la hormona de liberación de gonadotropina que procede del hipotálamo.
Las hormonas esteroides tienen varios efectos en el desarrollo del cerebro así como el mantenimiento de la homeostasis durante la edad adulta. Se han hallado receptores de estrógeno en el hipotálamo, la glándula pituitaria, el hipocampo y el córtex frontal, lo cual indica que el estrógeno desempeña una papel en el desarrollo cerebral. También se han encontrado hormonas gonadales en los núcleos basales del encéfalo anterior.

### El estrógeno y el cerebro femenino
El estradiol influye en la función cognitiva, concretamente mejorando la memoria y el aprendizaje de una manera sensible a la dosis. Un exceso de estrógeno puede tener efectos negativos al empeorar el desempeño de las tareas aprendidas y entorpecer las tareas de memoria; esto puede dar lugar a que las mujeres exhiban un peor rendimiento en tales tareas en comparación con los varones.
Las ovariectomías, cirugías inductoras de la menopausia y también la menopausia natural causan fluctuaciones y disminución de los niveles de estrógeno en las mujeres. Esto a su vez puede "atenuar los efectos" de los péptidos opioides endógenos. De los péptidos opioides se sabe que juegan un papel en cuanto a las emociones y la motivación. Se ha observado que la cantidad de β-endorfina (β-EP), un péptido opiáceo endógeno, disminuye (en cantidades variables y en diferentes regiones del cerebro), tras una ovariectomía -- en ratas hembra-- dentro del hipotálamo, el hipocampo y la hipófisis (glándula pituitaria). Esta alteración en los niveles de β-EP podría ser la causa de cambios de humor, alteraciones del comportamiento y sofocos en mujeres postmenopáusicas.

### La progesterona y el cerebro, masculino o femenino
La progesterona es una hormona esteroide que se sintetiza tanto en el cerebro masculino como en el femenino. Presenta características que se encuentran en el núcleo químico de las hormonas estrógenas y las andrógenas. En tanto que hormona sexual femenina, la progesterona es más significativa en las mujeres que en los hombres. Durante el ciclo menstrual, la progesterona aumenta justo después de la fase de ovulación para inhibir las hormonas luteinizantes, como la absorción de oxitocina. En los varones, un incremento de progesterona se ha relacionado, entre adolescentes, con tendencias al suicidio.

### La testosterona y el cerebro masculino
La hormona gonadal testosterona es una hormona andrógena, o masculinizante, que se sintetiza tanto en los testículos del macho como en los ovarios de la hembra, a un ritmo de aproximadamente 14 000 μg por día y 600 μg por día, respectivamente. La testosterona ejerce efectos organizativos sobre el cerebro en desarrollo, muchos de los cuales tienen como mediadores los receptores de estrógeno, tras haberse convertido en estrógenos mediante la enzima aromatasa, dentro del cerebro.

## Cronología
En 1854, Emil Huschke descubrió una diferencia de tamaño en el lóbulo frontal: el masculino es un 1% más grande que el femenino. A lo largo del siglo XIX, aumentaron significativamente los estudios sobre dimorfismos sexuales en el cerebro. Hasta hace unas pocas décadas, los científicos conocían varios dimorfismos sexuales estructurales del cerebro, pero no pensaban que ser hombre o mujer influyera de ninguna manera sobre la forma en que el cerebro humano realiza las tareas del día a día. Los recientes estudios moleculares, sobre animales y mediante neuro imágenes han sacado a la luz una gran cantidad de información sobre lo que distingue a los cerebros masculinos de los femeninos, mostrando hasta qué punto difieren en cuanto a estructura y función.

## Hipótesis evolutiva
En el caso del cerebro femenino, una hipótesis vincula las diferencias entre la capacidad de almacenar y recordar información con la selección sexual. Puede deberse a que las mujeres tienden a evaluar de forma más equilibrada una situación de riesgo, gracias a un control más efectivo de la amígdala por parte del córtex prefrontal. La capacidad de recuperar información mejor que los varones probablemente se originó a raíz de las presiones de selección sexual que experimentan ellas cuando compiten con otras hembras durante la selección de pareja. El reconocimiento de las señales sociales fue una característica ventajosa porque en última instancia maximiza la descendencia y por lo tanto fue seleccionada durante la evolución.
La oxitocina es una hormona que induce la contracción del útero y la lactancia en los mamíferos y es también característica de las madres lactantes. Hay estudios de los que se desprende que la oxitocina mejora la memoria espacial. A través de la activación de la vía de la MAP quinasa, la oxitocina desempeña un papel en la mejora de la plasticidad sináptica a largo plazo; es un cambio en la fuerza entre dos neuronas en sinapsis, que dura minutos o más, y la memoria a largo plazo. Tiempos atrás, esta hormona puede haber ayudado a las madres a recordar la ubicación de fuentes de alimentos distantes y así alimentar mejor a sus crías.

## Determinación sexual del cerebro prenatal
La mayor parte del desarrollo cerebral del feto que determina los circuitos específicos de su sexo acontece durante las primeras dieciocho semanas de gestación. Hasta que tiene ocho semanas, todo cerebro fetal humano parece femenino; la naturaleza efectúa la determinación del género femenino por defecto. Si contando con fotografías periódicas uno se pusiera a observar un cerebro femenino y otro masculino mientras se desarrollan, podría ver que sus diagramas de circuitos se establecen conforme al proyecto diseñado tanto por los genes como por las hormonas sexuales. En los varones, durante la octava semana se registrará un enorme aflujo de testosterona producida por los testículos que convertirá este cerebro unisex en masculino, matando algunas células en los centros de comunicación y haciendo crecer otras más en los centros sexuales y de agresión. Si no se produce la llegada de la testosterona, el cerebro femenino continúa creciendo sin perturbaciones, lo que provoca que las células del cerebro del feto de la niña desarrollen más conexiones en los centros de comunicación y en las áreas que procesan las emociones.

## Tareas cognitivas
Hace tiempo se pensaba que las diferencias de género en tareas cognitivas y de resolución de problemas no aparecían hasta la pubertad. Sin embargo, en el año 2000 se hallaron pruebas de que las diferencias cognitivas y de habilidades se daban en un momento anterior del desarrollo. Por ejemplo, los investigadores han visto que los niños de tres y cuatro años son mejores apuntando a un blanco y girando mentalmente figuras dentro de una esfera de reloj que las niñas de la misma edad. En cambio, las chicas preadolescentes sobresalen recordando listas de palabras. Estas diferencias de sexo en la cognición corresponden a patrones de habilidades, no a la inteligencia general. Para estudiar sistemáticamente el dimorfismo sexual en la resolución de problemas por parte de adultos se utilizan condiciones de laboratorio.
En promedio, los varones superan a las mujeres en ciertas tareas espaciales. Concretamente, los chicos cuentan con ventaja en pruebas que requieren la rotación o manipulación mental de un objeto. En una simulación por ordenador de una tarea de laberinto, ellos completaron la tarea más rápido y con menos errores que las chicas. Además, los hombres han mostrado mayor precisión en pruebas de habilidades motrices específicas, tales como guiar proyectiles. Ellos también son más rápidos en pruebas de tiempo de reacción y de dar golpecitos con los dedos.
En promedio, ellas obtienen mejores resultados que los varones en pruebas que miden el recuerdo. Tienen una ventaja en velocidad cuando se trata de procesar letras y dígitos o de decir nombres con rapidez. Las mujeres suelen recordar mejor la ubicación de objetos y poseen una memoria verbal superior. También se les da mejor el aprendizaje verbal. Las mujeres rinden más en tareas de asociar elementos y de precisión, como la colocación de clavijas en agujeros designados. En las tareas de completar laberintos e itinerarios, los hombres aprenden la ruta en menos ensayos que las chicas, pero ellas recuerdan un mayor número de puntos de referencia. Esto demuestra que ellas tienen mayor tendencia que los chicos a orientarse en situaciones cotidianas con ayuda de estos puntos de referencia. Además, les cuesta menos recordar si los objetos han cambiado de sitio o no.